# 桑坦德县
桑坦德县（西班牙語：Comarca de Santander），又称桑坦德湾，是西班牙坎塔布里亚单省自治区的一个县级行政区划，下属7个市镇。

## 图集

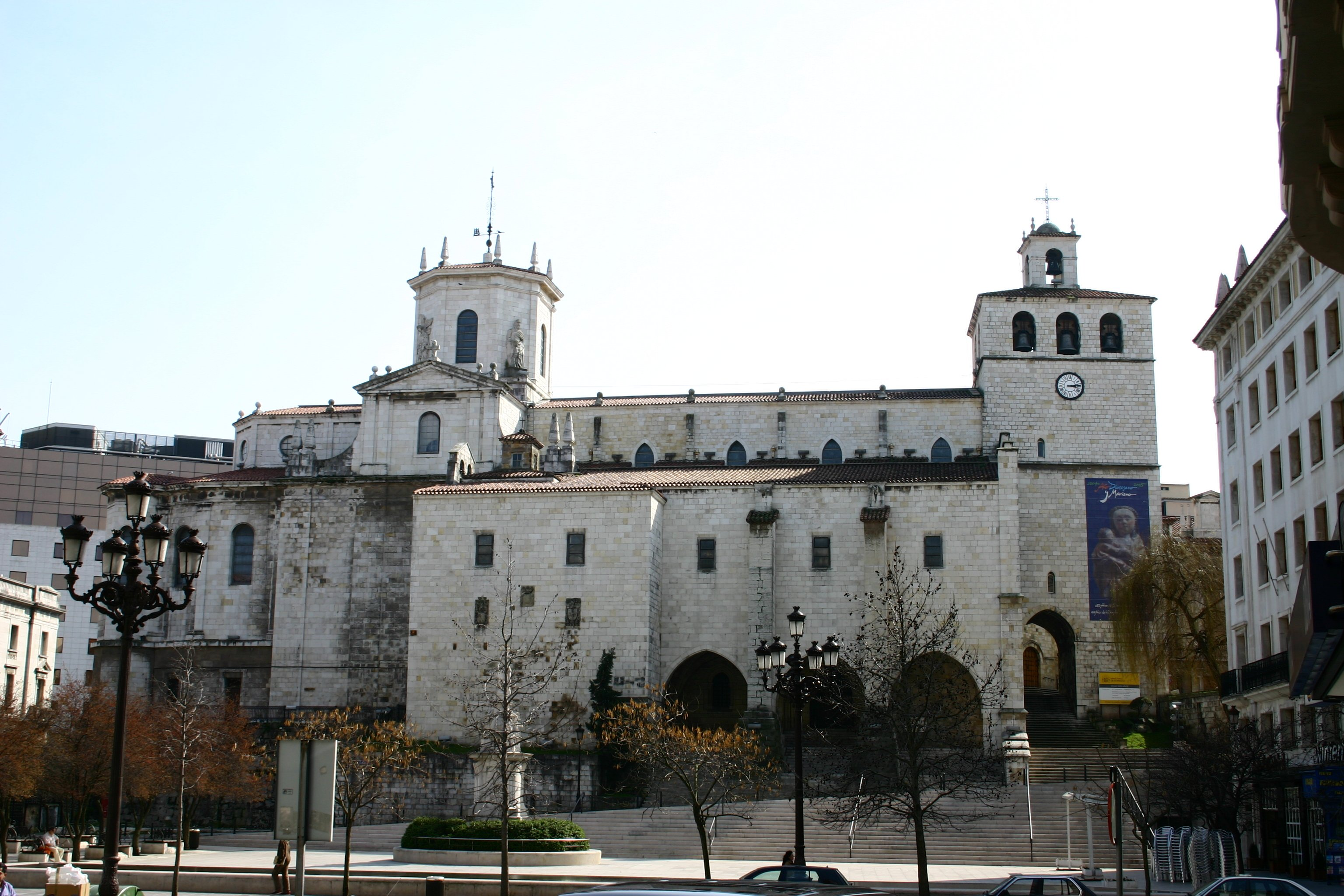
桑坦德主教座堂
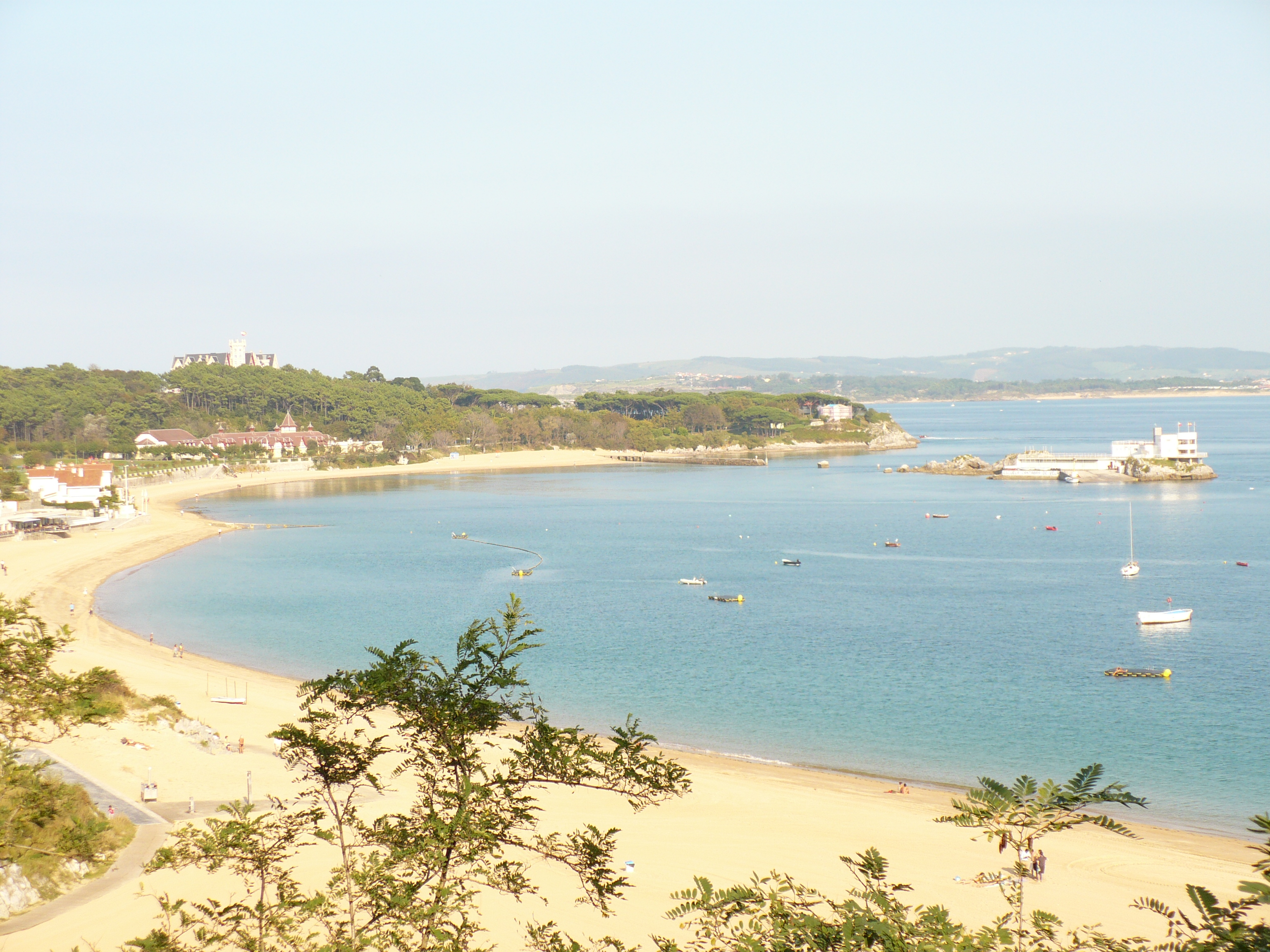
桑坦德湾
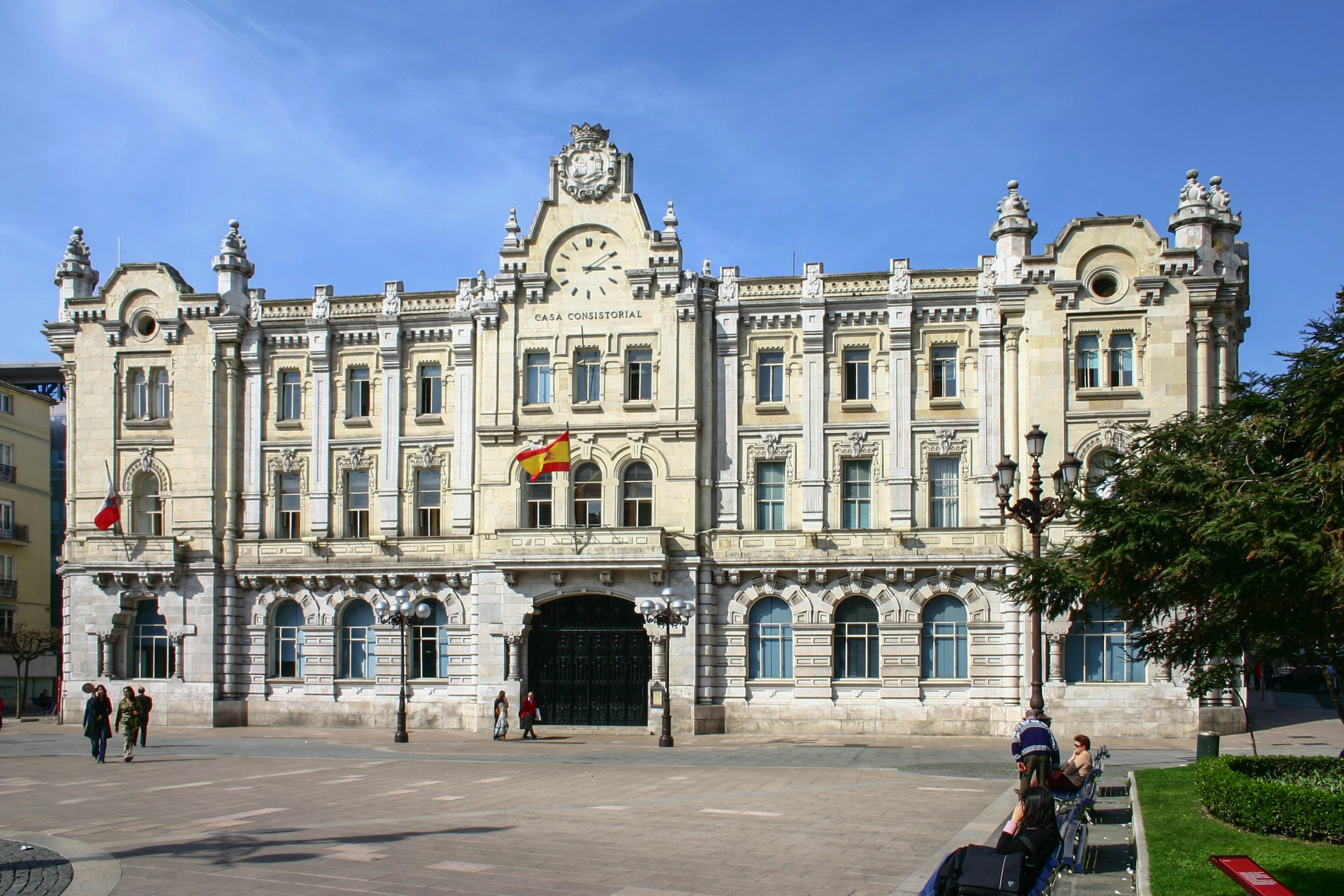
桑坦德市议会
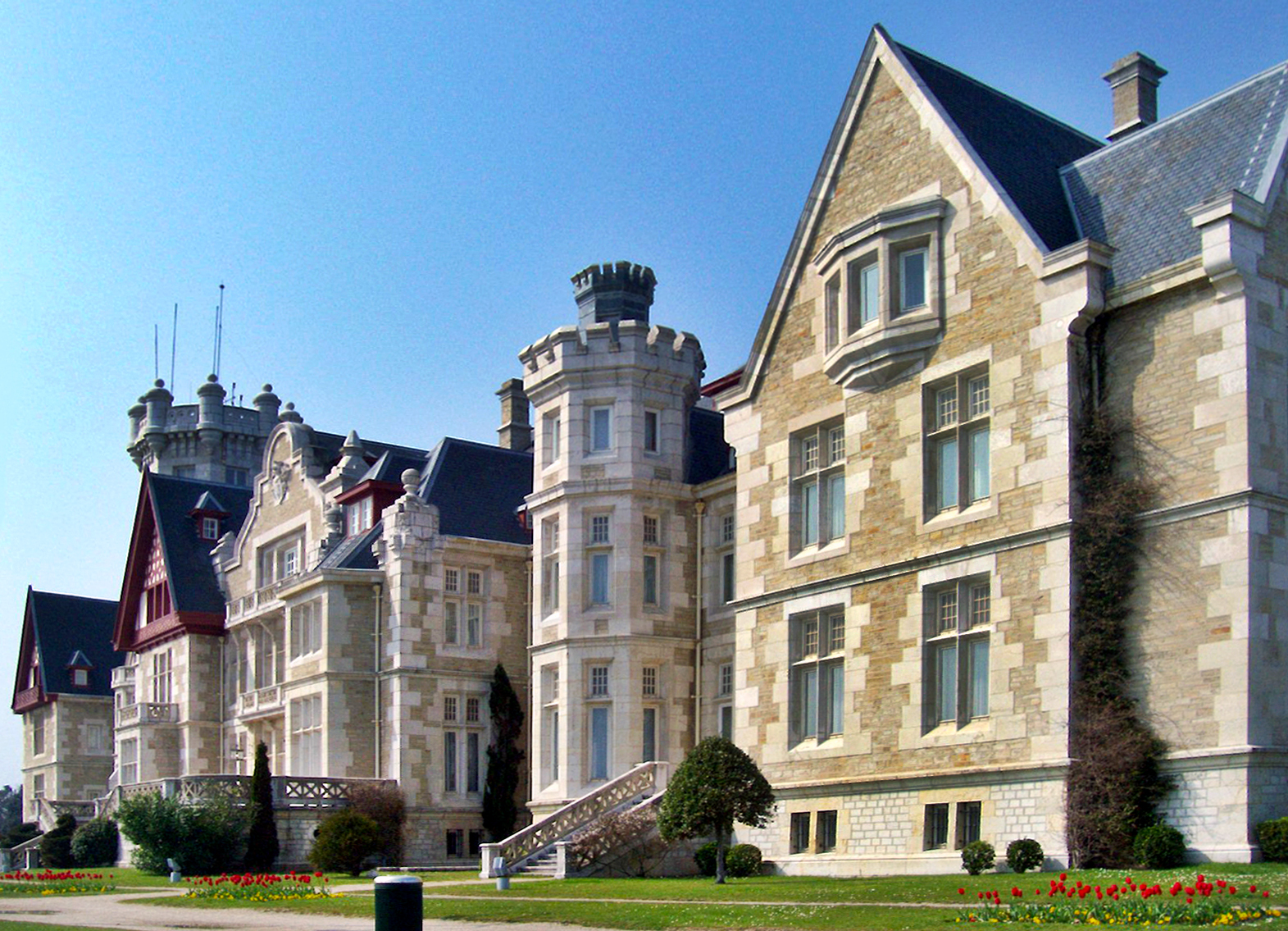
馬格達萊納宮